# Herb Mławy
Herb Mławy – jeden z symboli miasta Mława w postaci herbu.

## Wygląd i symbolika

Dawny herb Mławy

Herb przedstawia na srebrnej tarczy herbowej wizerunek zawierający dwie ceglane wieże koloru czerwonego ze stożkowymi dachami, zwieńczone czarnymi krzyżami łacińskimi. Między nimi sylwetka biskupa – świętego Wojciecha ze złotym nimbem, w szatach biskupich, w purpurowej infule i takowym ornacie ze złotym krzyżem łacńskim, w czarnym obuwiu, trzymający w lewej ręce czarny krzyż łaciński, a w prawej czarne wiosło piórem do dołu. Podstawy wież połączone są łukiem składającym się z czterech błękitnych strug wody, symbolizujących rzekę. Po zewnętrznych stronach wież umieszczone są litery (w słup), odpowiednio: przy heraldycznie prawej wieży AOR i przy wieży lewej PSM (łac. Adalbertus Orator Regni Poloniae Sanctus Martyr; pol. Wojciech Orędownik Królestwa Polskiego Święty Męczennik).
Kartusz powinien posiadać kształt profilowany, łagodnie zaokrąglony, niejako wpisujący się w koło, nawiązujący do dużej okrągłej pieczęci z dawnych lat, obwiedziony ciągłą grubą linią.

## Historia
Pieczęcie miejskie pochodzące z okresu od połowy XV do końca XVI w. nie zawierały wizerunku św. Wojciecha. W ich polu herbowym widniały jedynie dwie baszty. W krótkim okresie od 1551 do 1566 roku w polu herbowym widniały dwie baszty na murze fortecznym z otwarta bramą. Na początku XVII w. baszty połączono półkolistą wstęga rzeki. Wizerunek św. Wojciecha ze swoimi atrybutami wiosłem i krzyżem pojawia się obok wież połączonych rzeką w połowie XVII wieku około roku 1641. Litery wokół godła herbowego układają się w ciąg SAPOSRMM, który Marian Gumowski odczytywał jako łac. Sanctus Adalbertus patronus oppidi Sacrae Regiae Maiestatis Mlaviensis; pol. Święty Wojciech patron miasta Jego Królewskiej Mości Mławy. Odciski dwóch pieczęci miejskich, przechowywanych w Archiwum państwowym w Toruniu, ze względu na wiek i rozmiar utożsamiane z tymi opisywanymi przez Mariana Gumowskiego, zawierają po prawej stronie herbu skrót PSM łac. Poloniae Sanctus Martyr znany ze współczesnego herbu. Analiza różnic w napisach między pieczęciami podważa niektóre ustalenia Mariana Gumowskiego. Herby z wizerunkiem św. Wojciecha widniały w pieczęciach mławskich, dużej i małej, do końca Pierwszej Rzeczypospolitej.
W okresie porozbiorowym, po roku 1795 i utracie przez Polskę niepodległości herb w dotychczasowym kształcie zniknął z pieczęci miejskich. Zamiast niego używano godła państwowego w kolejności chronologicznej: Królestwa Pruskiego, Księstwa Warszawskiego, Królestwa Polskiego i Cesarstwa Rosyjskiego.
Forma herbu z dwiema wieżami połączonymi rzeką, z postacią św. Wojciecha między wieżami powróciła w roku 1918 po odzyskaniu niepodległości. W roku 1948, na fali polityki licyzacji życia publicznego, władze miasta podjęły decyzję o usunięciu z herbu postaci świętego Wojciecha i liter. Ustalony wzór herbu z jedynie dwiema wieżami ceglanymi obowiązywał do roku 1982 gdy na wniosek Towarzystwa Przyjaciół Ziemi Mławskiej, na wniosek Prezesa Zarządu tego towarzystwa Ryszarda Juszkiewicza przywrócono do herbu postać świętego i litery AORPSM. Wzór herbu, oparty na wiedzy heraldycznej i wielowiekowej tradycji został wprowadzony uchwałą rady Miasta z dnia 15 września 1992r. Obecnie obowiązujący wzór herbu został ustalony uchwałą Rady Miasta Nr XXIX / 299 / 2013 z dnia 28 maja 2013 roku.